# Pangrapta bicornuta
Pangrapta bicornuta är en fjärilsart som beskrevs av Anthony C. Galsworthy 1997. Pangrapta bicornuta ingår i släktet Pangrapta och familjen nattflyn. Inga underarter finns listade i Catalogue of Life.